# Corythoxestis yaeyamensis
Corythoxestis yaeyamensis là một loài bướm đêm thuộc họ Gracillariidae. Nó được tìm thấy ở Nhật Bản (quần đảo Ryukyu).
Sải cánh dài 3.8-4.9 mm.
Ấu trùng ăn Saurauia tristyla. Chúng ăn lá nơi chúng làm tổ.